# Филатов, Владимир Герасимович
Влади́мир Гера́симович Фила́тов (29 марта 1931 — 2005) — советский, российский дипломат. Чрезвычайный и полномочный посол (24 сентября 1990).

## Биография
- С 23 августа 1974 по 14 ноября 1978 года — чрезвычайный и полномочный посол СССР в Габоне[2].
- С 27 мая 1984 по 13 января 1986 года — чрезвычайный и полномочный посол СССР в Заире[3].
- С 24 сентября 1990 по 22 апреля 1992 года — чрезвычайный и полномочный посол СССР, затем (с 1991) Российской Федерации в Чаде[4][5].

Похоронен на Новодевичьем кладбище (6-й участок).